# Leo Borchard
Leo Borchard (en russe : Лев Львович Боргард, Lev Lvovitch Borchard) est un chef d'orchestre russe, né le 31 mars 1899 à Moscou et mort le 23 août 1945 à Berlin.

## Biographie
Leo Borchard est né à Moscou de parents allemands. Il passe son enfance à Saint-Pétersbourg où il reçoit une solide formation musicale. En 1920, après la Révolution russe, il émigre définitivement en Allemagne. À Berlin, il est l'élève d'Hermann Scherchen et d'Eduard Erdmann, puis co-répétiteur de Bruno Walter au Städtischer Oper de Charlottenburg (1925) et d'Otto Klemperer à l'Opéra Kroll, puis travaille à la radio de Königsberg. Le 3 janvier 1933, il dirige une première fois l'Orchestre philharmonique de Berlin. En 1935, il est interdit d'activité par le régime nazi pour « manque de fiabilité politique ». Pendant cette période, il enseigne et fréquente les musiciens Boris Blacher et Gottfried von Einem.
En 1938, il entre dans la clandestinité et participe activement à la résistance en fondant un groupe nommé Oncle Émile qui aide les Juifs de Berlin. Malgré les risques considérables, il ne quitte pas Berlin, même aux derniers jours de la guerre.
Le 26 mai 1945, au Titania-Palast (de), trois semaines seulement après la signature de l'armistice, en remplacement de Wilhelm Furtwängler exilé en Suisse, il dirige le premier concert de la Philharmonie de Berlin de l’après-nazisme, dans un programme comprenant l'ouverture du Songe de Mendelssohn, le concerto en la majeur de Mozart et la Symphonie no 4 de Tchaïkovski. Il a dirigé aussi les vingt-et-un suivants ; mais il disparaît tragiquement le 23 août, tué accidentellement dans le secteur américain, pendant le couvre-feu, par une patrouille américaine. Sa compagne, la journaliste allemande Ruth Andreas-Friedrich et le chauffeur ont survécu.

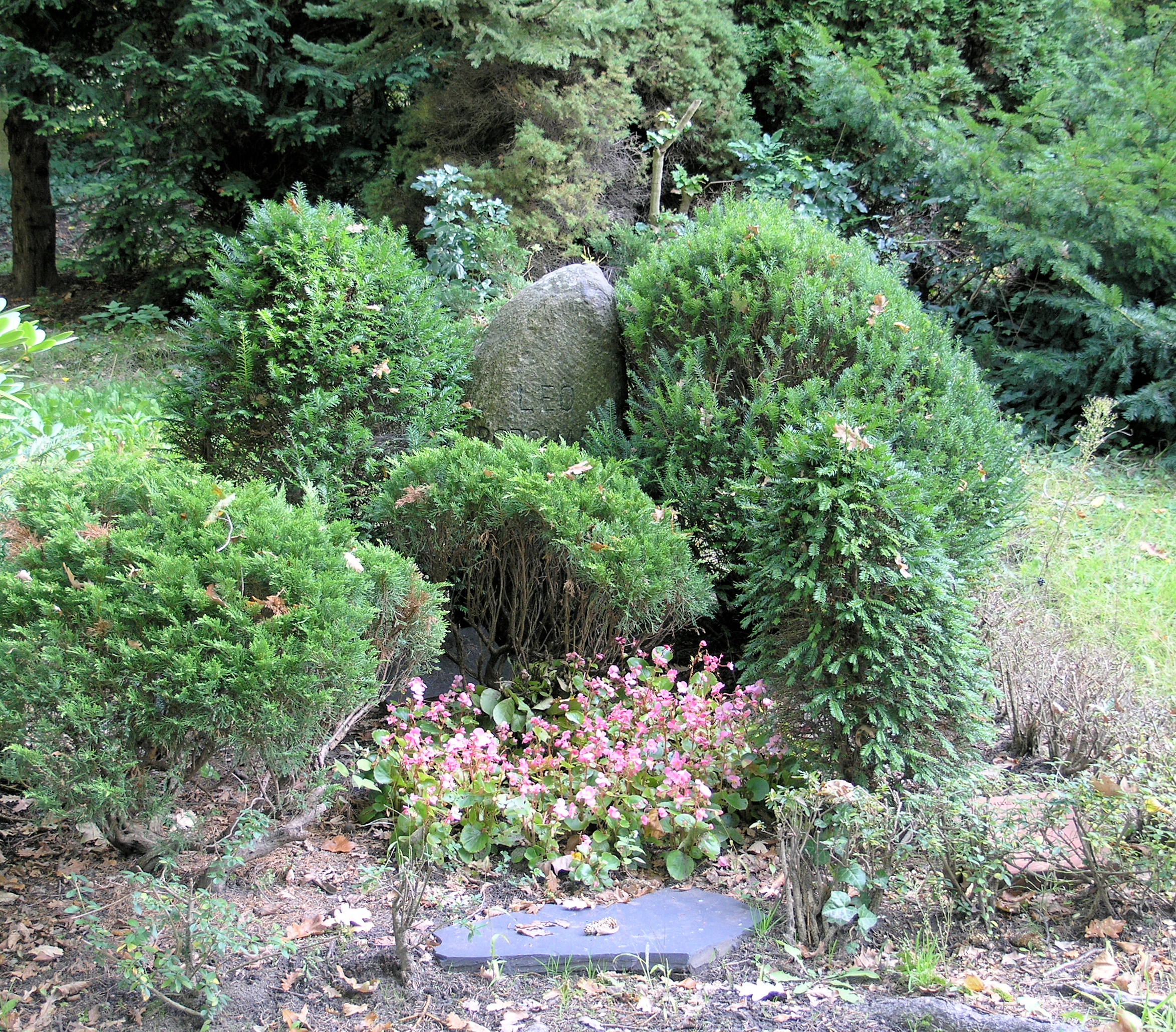
Tombe de Leo Borchard à Berlin-Steglitz.

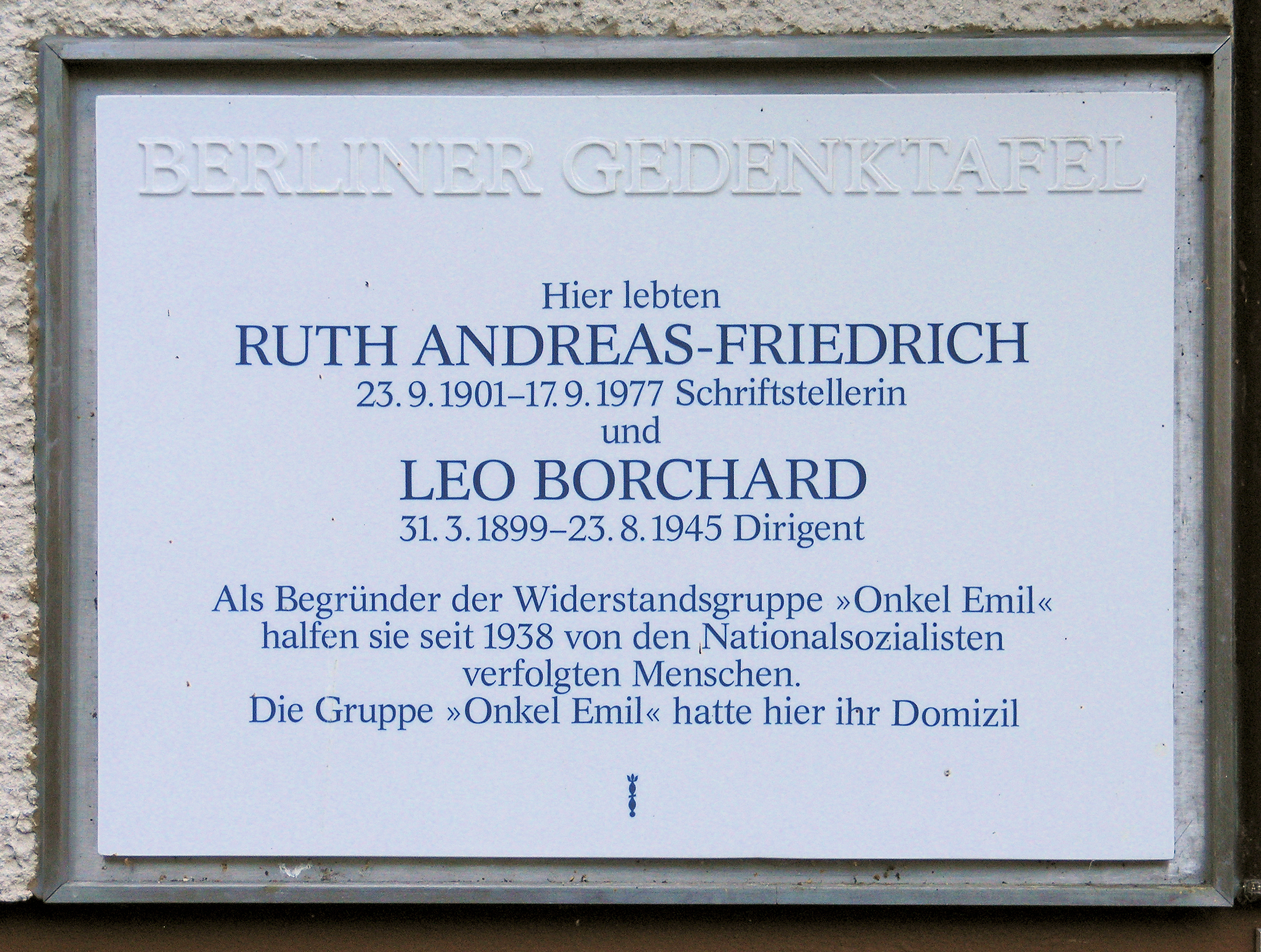
Plaque à Berlin sur le domicile de Leo Borchard à Berlin-Steglitz.

Dès le 29 août, son successeur Sergiu Celibidache dirige pour la première fois la Philharmonie.

## Hommages
- Gottfried von Einem, Capriccio pour orchestre, op. 2 : « Leo Borchard in Freundschaft gewidmet ». L'œuvre est créée à Berlin le 11 mars 1943.
- En octobre 1988, une plaque, apposée sur la maison de Ruth Andreas-Friedrich et Leo Borchard, est inaugurée.
- En 1990, l'école de musique de Berlin prend nom de Leo-Borchard-Musikschul, en l'honneur du chef d'orchestre. Il s'agit aujourd'hui de la plus grande école de musique d'Allemagne.
- Claudio Abbado, en hommage commémoratif du cinquantenaire de sa disparition, a dédié les concerts de la Philharmonie de Berlin des 5 et 6 septembre 1995, avec au programme, la sixième symphonie de Gustav Mahler, sous-titrée « Tragique ».

## Ouvrages
Borchard a traduit deux ouvrages du russe et écrit un livret pour son ami Boris Blacher.
- Nina Berberova, Tchaïkovski, histoire d'une vie solitaire [Geschichte eines einsam Lebens] – traduit du russe et édité par Leo Borchard. Berlin, Kiepenheuer 1938 (OCLC 72005860)
- Anton Tchekhov, Histoires de la vie quotidienne [Geschichten vom Alltag] – traduit du russe et préfacé par Leo Borchard. Berlin, Kiepenheuer 1938 (OCLC 162731836)
- Der Großinquisitor [Le Grand Inquisiteur], oratorio d'après Dostoïevski (1942) de Blacher (OCLC 1478005)

## Discographie

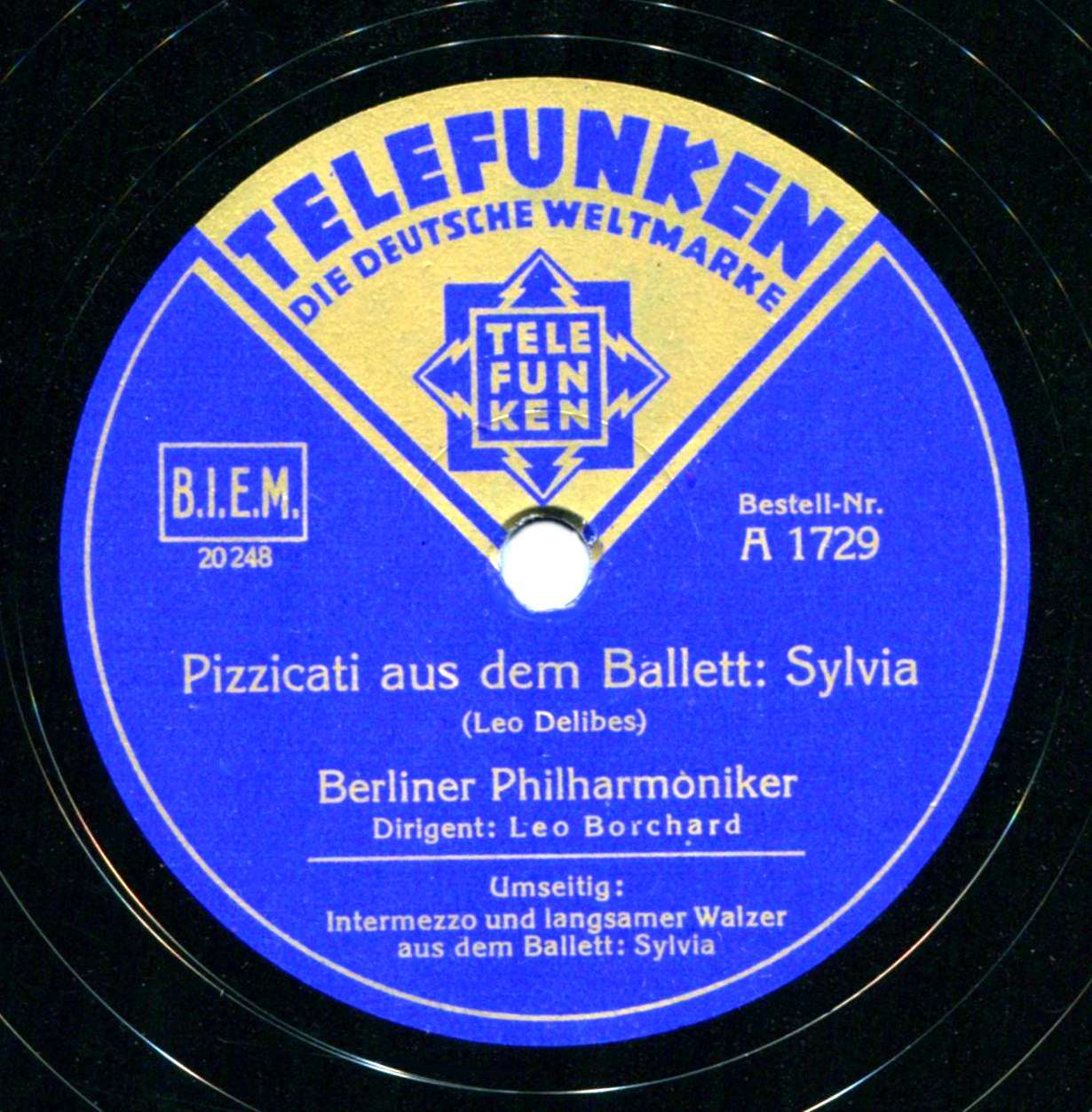
Delibes par Borchard, étiquette Telefunken.

Borchard a enregistré 35 faces de 78 tours pour Telefunken, mais presque aucun des disques prévus ne furent publiés. Tahra, a republié les extraits de Casse-noisette ; ainsi que trois ouvertures de Weber, Alexandre Glazounov et Tchaïkovski, issus d'archives radio des 17 et 30 juin 1945.
- Puccini, aria et Verdi, Le trouvère - Marcel Wittrisch (en), ténor ; Orchestre philharmonique de Berlin (1933, 78 tours Telefunken E 1495)
- Puccini, aria - Aulikki Rautawaara, soprano ; Orchestre philharmonique de Berlin (Telefunken) (OCLC 32851702)
- Tchaïkovski, Casse-noisette (extraits) - Orchestre philharmonique de Berlin (11 mars 1935 et 20 décembre 1934, Telefunken)
- Glazounov, ouverture de Stenka Razine - Orchestre philharmonique de Berlin (concert radio, 17 juin 1945)
- Weber, ouverture d’Oberon - Orchestre philharmonique de Berlin (concert, 30 juin 1945)
- Tchaïkovski, Roméo et Juliette - Orchestre philharmonique de Berlin (concert, 30 juin 1945)
- Boccherini, Menuet (OCLC 872442531)
- Delibes
  - Mazurka & Valse Lente extraits de Coppelia (Telfunken A 1719) (OCLC 477284887)
  - Intermezzo & Pizzicato extgraits de Sylvia (Telfunken A 1729) (OCLC 477203588)
- Françaix, Concertino pour piano (Telefunken E 2175) (OCLC 476869588)
- Grieg, danse Anitras & Solveigs Lied (Telefunken A 1727) (OCLC 478356612)
- Puccini, pages orchestrales extraite de Tosca (Telefunken E 1714) (OCLC 460114337)
- Rebikov, Berceuse
- Suppé, ouverture de Banditenstreiche
- Wagner, Adieu de Wotan